# Bahnhof Undenheim-Köngernheim
Der Bahnhof Undenheim-Köngernheim war ein Trennungsbahnhof in Undenheim, an dem die Bahnstrecke Köngernheim–Nierstein von der Bahnstrecke Alzey–Bodenheim abzweigte. Das Empfangsgebäude von 1896 steht unter Denkmalschutz.

## Geschichte
Der Bahnhof Undenheim-Köngernheim war seit der Betriebsaufnahme 1879 auf dem Streckenabschnitt von Bodenheim nach Undenheim Endbahnhof dieser Teilstrecke. Mit der Aufnahme des Verkehrs auf dem Streckenabschnitt von Alzey nach Undenheim 1896 wurde er zum Durchgangsbahnhof. 1897 folgte die von Undenheim-Köngernheim ausgehende Zweigstrecke nach Nierstein. Der Bahnhof war in den Anfangsjahren mit einem Stationsassistenten und zum Schluss mit einem Stationsvorsteher besetzt.
Mit Aufgabe des Personenverkehrs auf der Strecke nach Nierstein 1951 und auf der Strecke Alzey–Bodenheim verlor der Bahnhof am 31. Mai 1985 nach der letzten Abfahrt eines Personenzuges Richtung Alzey um 17:32 Uhr seine Funktion. Nach der Einstellung des Güterverkehrs 1995 auf der Strecke Alzey–Bodenheim wurden die Gleisanlagen der Strecke bis 1998 rückgebaut; die Strecke nach Nierstein war bereits 1960 abgebaut worden. Das Empfangsgebäude des Bahnhofs wurde verkauft und wird heute als Wohnhaus genutzt.

## Gebäude
Alle Empfangsgebäude auf den Unterwegsbahnhöfen der Strecke Alzey–Bodenheim wurden als Typenbau (Einheitsbahnhof) nach demselben Entwurf erbaut und unterscheiden sich hauptsächlich in der Lage des Güterschuppen, der entweder angebaut oder separat ausgeführt wurde. Das Empfangsgebäude in Undenheim-Köngernheim ist ein dreiteiliger spätgründerzeitlicher Klinkerbau von 1896 mit angebautem verbrettertem Güterschuppen. An das Erdgeschoss des Hauptgebäudes wurde später auf der Bahnsteigseite ein Anbau für das Stellwerk angefügt.